# Adana-Abkommen
Das Adana-Abkommen (türkisch Adana Mutabakatı) ist ein völkerrechtlicher Vertrag zwischen der Türkei und Syrien.
Das Abkommen wurde am 20. Oktober 1998 in der türkischen Stadt Adana abgeschlossen und regelt das Verbot von PKK-Aktivitäten in Syrien. Syrien hatte damals Abdullah Öcalan Zuflucht gewährt und ihn aufgrund des Abkommens ausgewiesen, da es der Türkei erlaubte, „bei Bedrohung durch Terroristen“ bis zu 15 Kilometer auf syrisches Territorium vorzudringen.
Sowohl die Errichtung einer türkischen Sicherheitszone in Nordsyrien 2016 wie auch die türkische Militäroffensive in Nordsyrien 2019 werden unter anderem mit dem Adana-Abkommen begründet. Das Abkommen wurde 2010 durch das Abkommen mit dem Namen „Türkiye Cumhuriyeti Hükümeti ile Suriye Arap Cumhuriyeti Hükümeti Arasında Terör ve Terör Örgütlerine Karşı Ortak İşbirliği Anlaşması“ ergänzt, dessen Gültigkeit auf drei Jahre begrenzt war und Regelungen für eine Verlängerung enthielt.